# Istituto per la Ricostruzione Industriale

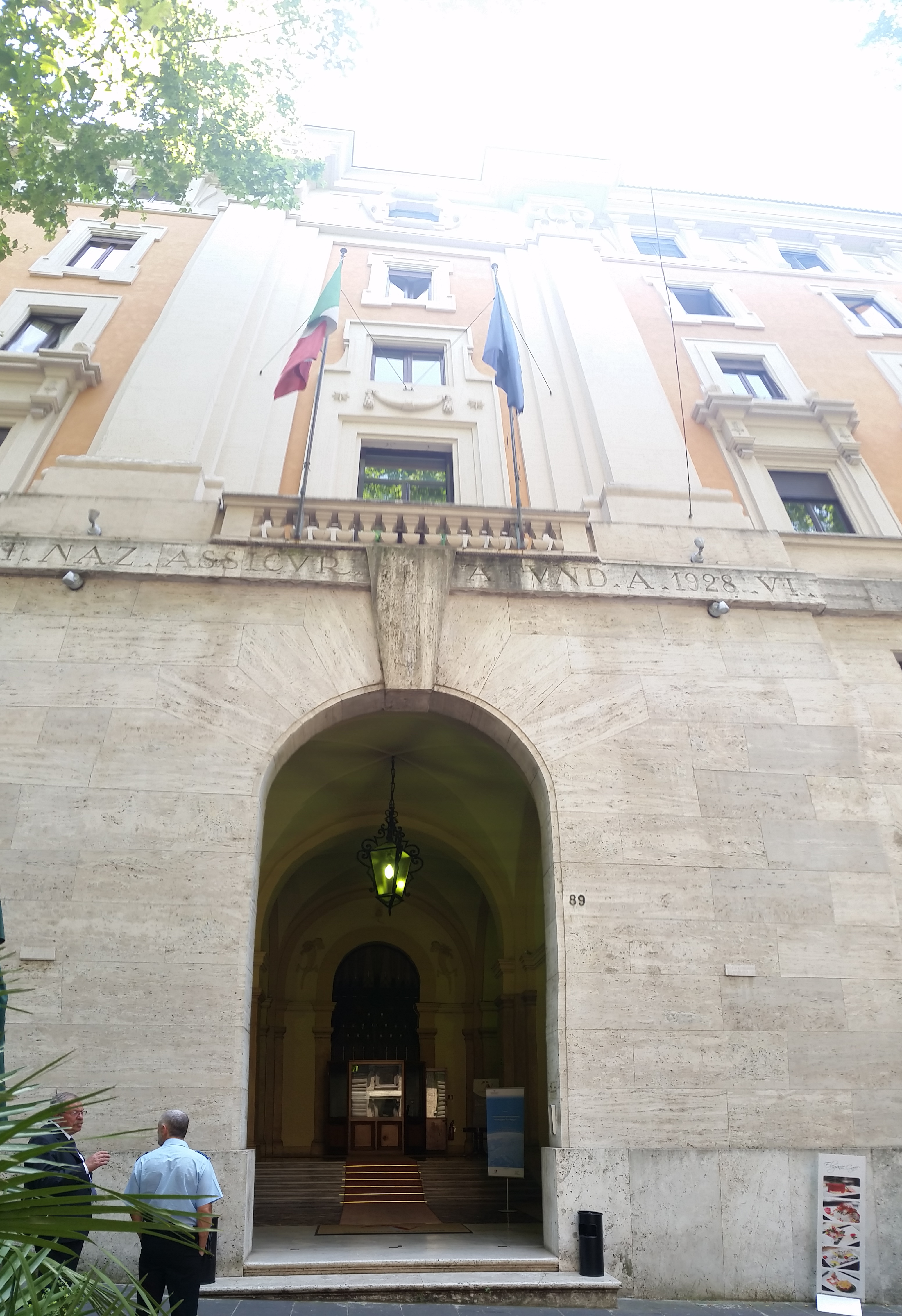
Sede Fintecna ex IRI Roma Via Veneto.en esta imagen se puede apreciar la Ricostruzione Industriale

El Istituto per la Ricostruzione Industriale o IRI (en castellano, Instituto para la Reconstrucción Industrial) fue un ente público italiano creado en 1933 por orden del gobierno italiano para salvar de la bancarrota a los principales bancos italianos (Banca Commerciale Italiana, Gruppo Unicredito y el Banco di Roma), a raíz del crack del 29. Tras la Segunda Guerra Mundial, el IRI desempeñó un papel fundamental en el milagro económico italiano de las décadas de 1950 y 1960. Se disolvió en 2002.

## Historia
En 1930, la Gran Depresión afectó al sector financiero italiano, interrumpiendo seriamente las líneas de crédito y dificultando que las empresas obtuvieran préstamos. El régimen fascista liderado por Benito Mussolini, temiendo una crisis crediticia con los subsiguientes despidos masivos y una ola de malestar social, comenzó a tomar el control de las participaciones de los bancos en grandes empresas industriales (como acero, armas y productos químicos). Al mismo tiempo, Mussolini intentó inyectar capital en empresas en quiebra (aunque reestructuró más tarde). Aunque inicialmente concebido como una medida temporal, el IRI continuó operando durante todo el período del régimen fascista y mucho después. Aunque el IRI no estaba destinado a llevar a cabo nacionalizaciones reales, se convirtió en el propietario y operador de facto de un gran número de grandes bancos y empresas. En enero de 1934, el IRI tenía una incidencia de propiedad nominal del 21,49%.
El IRI tuvo un gran éxito en sus objetivos, ya que salvó a los bancos y empresas en quiebra mediante la reestructuración y refinanciación de las empresas y los bancos.
Posteriormente en 1937 fue transformado en un órgano permanente, que se convirtió en un holding del Estado que cada vez tenía un peso mayor en la economía italiana, siendo el principal grupo industrial de Italia durante los 50 años comprendidos entre el final de la Segunda Guerra Mundial y los años 90. El historiador político Martin Blinkhorn señaló que "este nivel de intervención estatal superó ampliamente al de la Alemania nazi, dando a Italia un sector público solo superado por el de la Rusia de Stalin".  En realidad, la actividad del IRI en realidad se limitó, por un lado, a proporcionar asistencia principalmente financiera, y por otro se redujo exclusivamente al control contable y administrativo, sin mucha interferencia en la elaboración de planes técnicos y económicos a gran escala.
- Economía de Italia
- Alfa Romeo